# Trélod

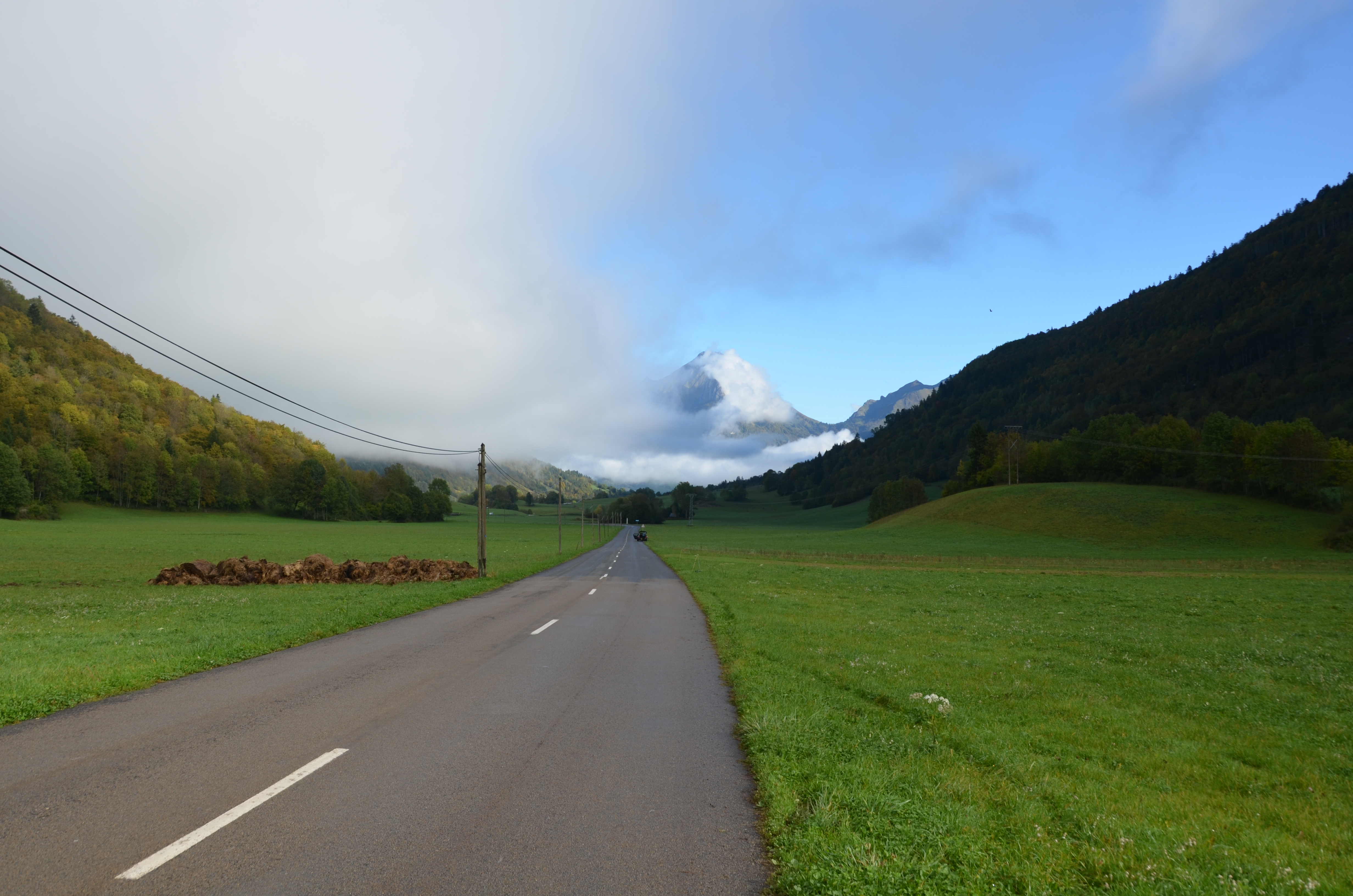
El Trélod vist des del sud-est, per la carretera que porta a La Compôte

El Trélod (2.181 m) és una muntanya en els Prealps dels Bauges dins dels Prealps de Savoia. Es troba a França, a la frontera entre els departaments de Savoia i Alta Savoia.
És el quart cim més alt dels Bauges després de l'Arcalod, el Sambuy i el Pécloz. Des de la seva posició geogràfica central en el cor dels Bauges, Trélod ofereix una vista panoràmica de tots els pics circumdants, Aravis, Mont Blanc, Belledone, Vanoise i més enllà.